# Nehemiah D. Sperry

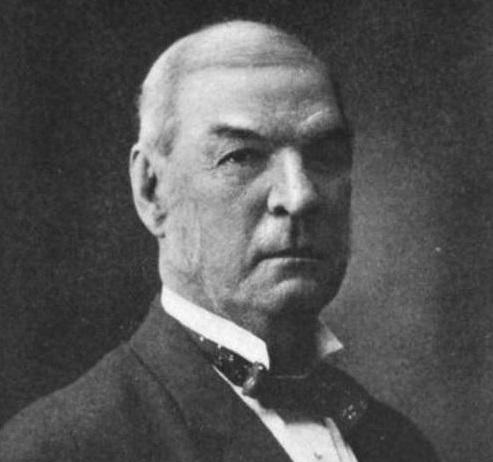
Nehemiah D. Sperry, 1918

Nehemiah Day Sperry (* 10. Juli 1827 in Woodbridge, Connecticut; † 13. November 1911 in New Haven, Connecticut) war ein US-amerikanischer Politiker. Zwischen 1895 und 1911 vertrat er den zweiten Wahlbezirk des Bundesstaates Connecticut im US-Repräsentantenhaus.

## Werdegang
Nenehmiah Sperry besuchte sowohl öffentliche als auch private Schulen in seiner Heimat. Danach arbeitete er in der Landwirtschaft und als Müller. Für einige Jahre war er auch als Lehrer tätig. Dann arbeitete er für eine Baufirma. Im Jahr 1853 begann seine politische Laufbahn im Stadtrat von Woodbridge.
Sperry wurde Mitglied der 1854 gegründeten Republikanischen Partei. In den Jahren 1855 und 1856 war er als Secretary of State geschäftsführender Beamter der Regierung von Connecticut. 1856, 1864 und 1888 nahm er als Delegierter an den jeweiligen Republican National Conventions teil, auf denen John C. Frémont, Abraham Lincoln und Benjamin Harrison als Präsidentschaftskandidaten der Partei nominiert wurden. Sperry war sowohl auf Staats- als auch auf Bundesebene zeitweise im Vorstand seiner Partei. In Connecticut war er zwischenzeitlich Parteivorsitzender.
Während des Bürgerkrieges war Sperry Vorsitzender des Rekrutierungsbüros in New Haven. Im Juli 1861 wurde er von Präsident Lincoln zum Posthalter in dieser Stadt ernannt. Dieses Amt bekleidete er bis 1886. In diesem Jahr wurde er vom demokratischen Präsidenten Grover Cleveland abgesetzt. Zwischen 1890 und 1894 wurde er nochmals Posthalter in New Haven.
1894 wurde Sperry im zweiten Distrikt von Connecticut in das US-Repräsentantenhaus in Washington, D.C. gewählt. Dort trat er am 4. März 1895 die Nachfolge des Demokraten James P. Pigott an. Nach sieben Wiederwahlen konnte er bis zum 3. März 1911 acht Legislaturperioden im Kongress absolvieren. Ab 1899 war er Vorsitzender des Ausschusses, der sich mit dem Alkoholhandel befasste. Im Jahr 1910 verzichtete Sperry auf eine erneute Kandidatur. Nach Ablauf seiner letzten Amtszeit verließ er Washington. Er starb noch im selben Jahr, am 13. November 1911, in New Haven und wurde dort auch beigesetzt.